# Kawela
Kawela is een bestuurslaag in het regentschap Flores Timur van de provincie Oost-Nusa Tenggara, Indonesië. Kawela telt 1444 inwoners (volkstelling 2010).